# Andrei Stănescu
Andrei Tudor Stănescu (Bukarest, 2003. július 13. –) román alpesisíző, ifjúsági olimpikon.

## Sportpályafutása
16 évesen tagja volt a 2020-as Lausanne-i téli ifjúsági olimpiai játékokon szereplő román csapatnak. Itt a 30. helyen végzett a műlesiklók 77 fős mezőnyében, míg óriás-műlesiklásban 33., szuperóriás-műlesiklásban pedig 42. lett, ugyanakkor a fiúk alpesi összetettjének második futamában nem ért célba, így helyezetlen maradt. Két évvel később, a 2022. évi téli európai ifjúsági olimpiai fesztiválon (EYOF), a finnországi Vuokattiban a 44. helyen zárt a műlesiklók mezőnyében, párhuzamos műlesiklásban pedig a 48. helyen végzett.
2025-ben, az olaszországi Torinóban megrendezett XXXII. téli universiade szuperóriás-műlesiklásában a 35. helyen ért célba, óriás-műlesiklásban az 51., míg műlesiklásban helyezetlen maradt. A férfiak összetett mezőnyében a 36-ként ért be a célba.